# Juana Díaz
Juana Díaz è una città di Porto Rico situata sulla costa meridionale dell'isola. L'area comunale confina a nord con Jayuya, Orocovis e Villalba, a est con Coamo e Santa Isabel e a ovest con Ponce. È bagnata a sud dalle acque del Mar dei Caraibi. Il comune, che fu fondato nel 1798, oggi conta una popolazione di oltre 50 000 abitanti ed è suddiviso in 13 circoscrizioni (barrios).